# Thouinidium insigne
Thouinidium insigne là một loài thực vật có hoa trong họ Bồ hòn. Loài này được (Brandegee) Radlk. miêu tả khoa học đầu tiên năm 1921.